# Raku järv
Raku järv är en konstgjord sjö i Estland. Den ligger på gränsen mellan Tallinns stad och Saku kommun i landskapet Harjumaa, 8 km söder om Tallinns centrala delar. Raku järv ligger 43 meter över havet. Arean är 2,3 kvadratkilometer. Omedelbart sydväst om sjön ligger Männiku järv.